# Clássicos (álbum)
Clássicos é o primeiro álbum ao vivo sem público, do cantor André Valadão sendo o quarto disco de toda a sua discografia. Gravado e lançado em 2007, trouxe canções cristãs clássicas com outros arranjos. O trabalho dividiu opiniões da crítica.

## Faixas
1. "Chuva de Bençãos" — 3:06
2. "Foi na Cruz" — 4:44
3. "Tocou-Me" — 4:01
4. "Tudo Entregarei" — 7:31
5. "Solta o Cabo da Nau" — 4:13
6. "Porque Ele Vive" — 4:51
7. "Sou Feliz" — 4:07
8. "Quão Grande És Tu" — 9:07
9. "Mais Perto Quero Estar" — 5:15
10. "Rude Cruz" — 6:22
11. "Firme nas Promessas" — 3:10
12. "Vencendo Vem Jesus" — 5:00

## Faixas DVD
| Críticas profissionais | Críticas profissionais |
| Avaliações da crítica  | Avaliações da crítica  |
| Fonte                  | Avaliação              |
| ---------------------- | ---------------------- |
| O Propagador           | [ 2 ]                  |
| Super Gospel           | (favorável)            |

1. "Introdução"
2. "Chuva de Bênçãos"
3. "Apresentação"
4. "Foi na Cruz"
5. "Tocou-me"
6. "Tudo Entregarei"
7. "Solta o Cabo da Nau"
8. "Porque Ele Vive"
9. "Sou Feliz"
10. "Mais Perto quero Estar"
11. "Quão Grande És Tu"
12. "Rude Cruz"
13. "Firme nas Promessas"
14. "Vencendo vem Jesus"
15. "Encerramento"
16. "Créditos"